# Kuinchekua
La K'uínchekua es un festival anual que se celebra en el estado de Michoacán, México, enfocado en la difusión y preservación de las expresiones culturales de las comunidades indígenas de la región. El término, de origen purépecha, significa “fiesta” o “pensamiento en el cielo” y hace referencia a la importancia espiritual y simbólica de las celebraciones que tienen lugar durante este evento.

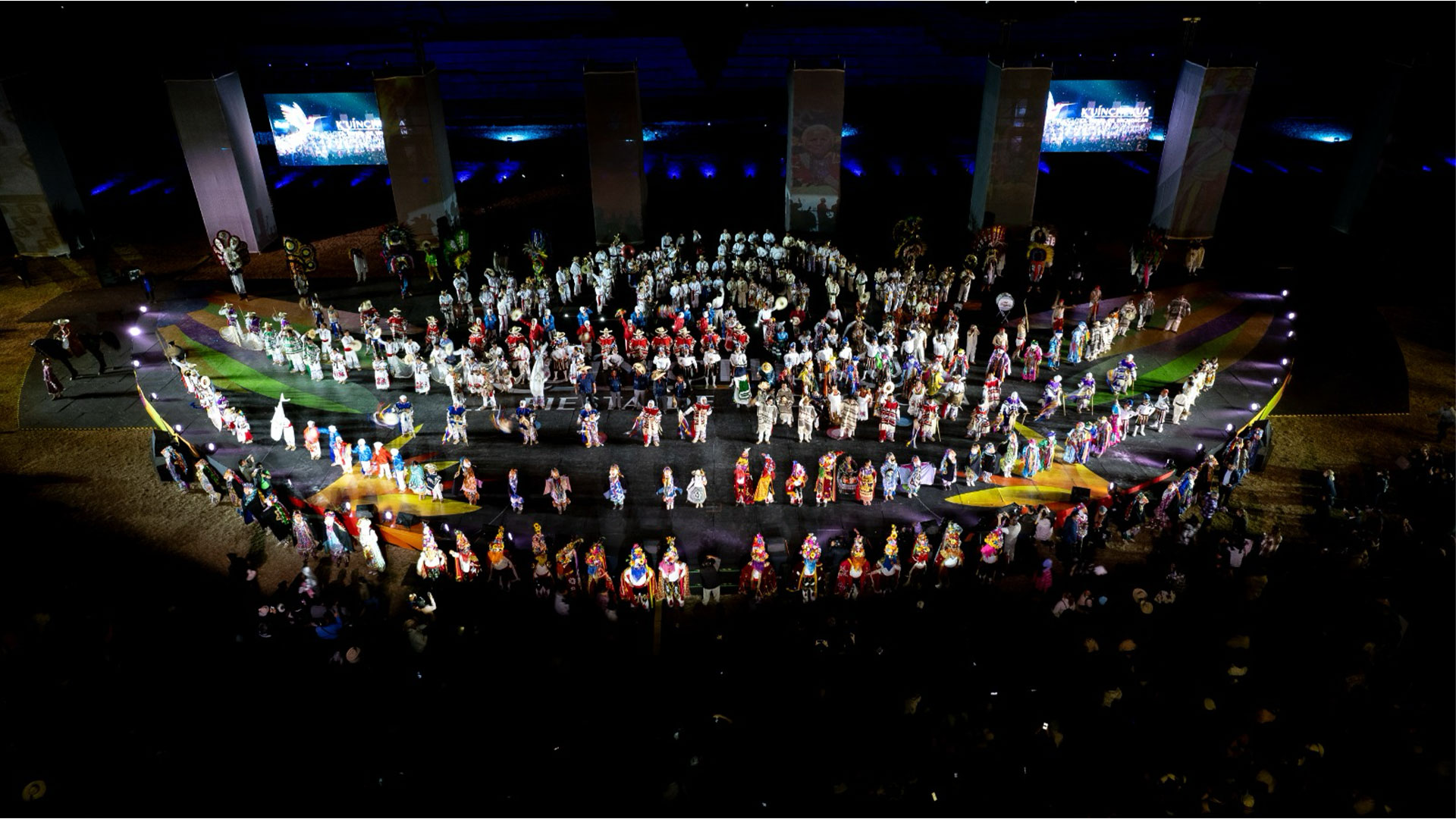
Más de 100 artistas en el escenario de la Kuinchekua

## Origen y significado
La palabra K'uínchekua proviene del purépecha y refleja la concepción de fiesta y conexión con lo sagrado para las comunidades indígenas michoacanas. A través de esta celebración, se fomenta el rescate y la continuidad de tradiciones ancestrales, incluyendo música, danza, canto y ceremonias propias de las diversas regiones del estado.
La K'uínchekua, también conocida como la Fiesta Grande o Año y Fuego Nuevo Purépecha (Kurhikuaeri K'uínchekua), es una celebración emblemática de la cultura purépecha en el estado de Michoacán, México. Su origen se remonta a tiempos prehispánicos, y en la actualidad se ha revitalizado para preservar y promover las tradiciones indígenas de la región.

## Resurgimiento en elsigloXX
En 1983, la K'uínchekua experimentó un resurgimiento significativo al celebrarse en Tzintzuntzan, sobre la explanada de las Yácatas, marcando el inicio de una tradición itinerante que se llevaría a cabo en diversas comunidades purépechas. Desde entonces, la festividad se realiza anualmente en diferentes sedes, distribuidas en las cuatro subregiones purépechas: Meseta, Lago, Cañada y Ciénega de Zacapu.

## Cronología de las sedes (1983-2020)
La siguiente lista presenta las comunidades sede de la K'uínchekua desde su resurgimiento en 1983 hasta el año 2020:
- 1983: Tzintzuntzan
- 1984: Ihuatzio
- 1985: Nurío
- 1986: San Andrés Tziróndaro
- 1987: Angahuan
- 1988: Pichátaro
- 1989: Tacuro
- 1990: Santa Fe de la Laguna (Ueámuo)
- 1991: Cheranástico
- 1992: Ichúpio
- 1993: Cocucho
- 1994: Ucazanaztacua
- 1995: Tarecuato
- 1996: Puácuaro
- 1997: Sevina
- 1998: Janitzio
- 1999: San Lorenzo (Narhéni)
- 2000: Tiríndaro
- 2001: Cherán
- 2002: Carapan
- 2003: San Juan Nuevo Parangaricutiro
- 2004: Pátzcuaro
- 2005: Caltzontzin (San Salvador Kumbutzio)
- 2006: Patamban
- 2007: Santo Tomás
- 2008: San Jerónimo P'urhénchekuaro
- 2009: Chilchota
- 2010: Uruapan
- 2011: Jarácuaro
- 2012: Conguripo
- 2013: Nahuátzen
- 2014: Tarejero
- 2015: Urícho
- 2016: Ocumicho
- 2017: Aranza
- 2018: Paracho
- 2019: Comachuén
- 2020: Santa Fe de la Laguna (Ueámuo)

## Relevancia cultural
La K'uínchekua no solo representa la celebración del Fuego Nuevo o Año Nuevo Purépecha; también es un espacio de encuentro en el que las comunidades purépechas reafirman su identidad cultural. Durante el festejo, se realizan diversas actividades como ceremonias tradicionales, danzas, muestras gastronómicas y encuentros de artesanos, lo que promueve la diversidad y la riqueza de la cultura purépecha.

## Sede principal
La sede principal de la K’uínchekua es la zona arqueológica de Las Yácatas en Tzintzuntzan. Este sitio prehispánico, emblemático de la cultura purépecha, sirve como un escenario histórico y significativo donde se llevan a cabo presentaciones artísticas y ceremonias tradicionales.

## Actividades
Durante la K’uínchekua, los visitantes pueden disfrutar de diversas manifestaciones culturales:
- Danzas tradicionales, como la Danza de los Viejitos de Jarácuaro, los Kúrpites de San Juan Nuevo y las Panaderas de Tarecuato.
- Interpretaciones musicales y canto de pirekuas, canciones tradicionales purépechas declaradas Patrimonio Cultural Inmaterial de la Humanidad por la UNESCO.
- Ceremonias y rituales de las comunidades indígenas, que reflejan la cosmovisión y el legado espiritual de la región.[2]

## Edición 2025
Durante la administración del gobernador Alfredo Ramírez Bedolla, siendo Gabriela Molina Aguilar, titular de la Secretaría de Cultura de Michoacán, se le dio forma a la versión actual de la Kuinchekua, pensado como un evento para 12,000 asistentes.
Para 2025, la K’uínchekua se celebrará del 13 al 16 de marzo. En esta edición, se rendirá un homenaje especial a las mujeres de las comunidades indígenas, reconociendo su rol como transmisoras y guardianas de las tradiciones michoacanas. Asimismo, se espera la participación de aproximadamente 360 artistas provenientes de diversas regiones del estado, quienes presentarán su música, danzas y ceremonias al público asistente.

## Acceso y boletos
La entrada al festival es gratuita, y los boletos estarán disponibles a partir del 25 de febrero en la página oficial de turismo del Gobierno de Michoacán. Se recomienda obtener los pases con anticipación debido a la alta demanda y al cupo limitado que caracteriza al evento.

## Importancia cultural
La K’uínchekua es un espacio fundamental para conocer y valorar la herencia inmaterial de los pueblos originarios de Michoacán. A través de este festival, se promueve el intercambio intercultural y se fortalece el sentido de identidad y pertenencia de las comunidades indígenas, al tiempo que se comparte con el público local y los visitantes la gran riqueza cultural de la región.